# Brotomys voratus
Brotomys voratus is een uitgestorven zoogdier uit de familie van de stekelratten (Echimyidae). De wetenschappelijke naam van de soort werd voor het eerst geldig gepubliceerd door Miller in 1916.

## Voorkomen
De soort kwam voor in Haïti en de Dominicaanse Republiek.